# IBK Hradec Králové
IBK Hradec Králové byl královéhradecký ženský florbalový klub založený v roce 2009 oddělením od FbC Hradec Králové. V roce 2025 se zpět spojil s oddílem FbC Hradec Králové, čímž vznikl klub Florbal Hradec Králové.
Ženský tým hrál od sezóny 2013/2014 1. ligu žen. Jeho největším úspěchem bylo finále ligy v sezóně 2015/2016 a následná účast v baráži o postup do Extraligy.

## Ženský tým

### Sezóny
| Sezóna    | Úroveň | Soutěž                   | Umístění | Poznámka                                                                                 |
| --------- | ------ | ------------------------ | -------- | ---------------------------------------------------------------------------------------- |
| 2012/2013 | 3      | 2. liga (divize IV A)    |          | Postup do vyšší ligy.                                                                    |
| 2013/2014 | 2      | 1. liga (divize I)       |          | Udržení v lize                                                                           |
| 2014/2015 | 2      | 1. liga                  |          | Vypadnutí v semifinále play-off proti RECUTECH TJ Sokol Jaroměř                          |
| 2015/2016 | 2      | 1. liga                  | 2.       | Prohra ve finále play-off proti FbC Panthers – Prohra v baráži proti TEMPISH FBS Olomouc |
| 2016/2017 | 2      | 1. liga (skupina Východ) |          | Vypadnutí ve čtvrtfinále play-off proti itelligence Bulldogs Brno                        |
| 2017/2018 | 2      | 1. liga (skupina Východ) |          | Vypadnutí ve čtvrtfinále play-off proti FBŠ Slavia Plzeň                                 |
| 2018/2019 | 2      | 1. liga (skupina Východ) |          | Vypadnutí v semifinále play-off proti TJ Sokol Královské Vinohrady                       |
| 2019/2020 | 2      | 1. liga (skupina Východ) |          | Sezóna ukončena po výhře v osmifinále proti Orel Rtyně v Podkrkonoší                     |
| 2020/2021 | 2      | 1. liga (skupina Východ) |          | Sezóna ukončena po neúplných šesti odehraných kolech základní části                      |
| 2021/2022 | 2      | 1. liga (skupina Východ) |          | Vypadnutí v osmifinále play-off proti TJ Znojmo LAUFEN CZ                                |
| 2022/2023 | 2      | 1. liga (skupina Východ) |          | Vypadnutí v osmifinále play-off proti K1 Florbal Židenice                                |
| 2023/2024 | 2      | 1. liga (skupina Východ) |          | Vypadnutí v osmifinále play-off proti EAV SK Jihlava                                     |

### Známí trenéři
- Jaroslav Marks (2013–2015)